# セントポール・セインツ
セントポール・セインツ（英: St. Paul Saints）は、アメリカ合衆国のミネソタ州セントポールに本拠地を置くマイナーリーグのプロ野球チーム。
MLBのミネソタ・ツインズ傘下AAA級チームで、インターナショナルリーグに所属している。本拠地球場はCHSフィールド。
2020年までは北米独立リーグのアメリカン・アソシエーション（北地区）に所属していた。

## 歴史
1993年に北米独立リーグのノーザンリーグの旗揚げを受けて設立された。
1993年・1995年・1996年・2004年と4度のリーグ優勝を果たしている。
2006年から、アメリカン・アソシエーションに加盟した。
2006年に日本を訪れ、宮崎ゴールデンゴールズ、佐賀魂、福岡ブラッサムズの社会人（クラブチーム）3チーム、四国アイランドリーグの徳島インディゴソックスとの交流戦を行った。
2020年12月9日、セントポールと隣接するミネアポリスを本拠地とするMLBのミネソタ・ツインズの傘下AAA級チームとして、翌2021年から活動していくことを発表した。

## チームの特徴
独立リーグ時代は、セントポールがMLBのミネソタ・ツインズの本拠地ミネアポリスと双子都市（ミネソタ球団がツインズと命名された由来でもある）ということもあり、独立系球団の中でも指折りの観客動員数を誇る人気チームであった。
日本でも方向転換が進んでいる、地域密着型球団の先駆けである。ファンサービスに非常に熱心で、何かと観客を喜ばせるチームとして全米でも知られている。
野球場でのアトラクションに動物を起用した元祖として知られ、本拠地ミッドウェー・スタジアムではボール豚が大人気。2005年から2007年まで広島市民球場で活躍したボール犬・ミッキーは、ここからアイデアを拝借したものである。球団マスコットも豚の「マドンナ」である。
日本プロ野球の独立リーグである四国・九州アイランドリーグに所属していた長崎セインツとチーム名・ロゴマークのライセンス契約を交わしていた。長崎セインツのマスコットキャラクター「ビーナス」は、上記の「マドンナ」の妹という設定になっていた。長崎セインツにも一時期ボール犬「金太郎」がいた。
かつてカリフォルニア州立大学でプレーし、大阪近鉄バファローズの入団テストを受けた事もある（結果は不合格）女性投手、アイラ・ボーダーズがこのチームでプレーしていた。
J.D.ドリュー（MLBドラフトフィリーズ1巡目指名を拒否した際）、ジャック・モリス（メジャー引退後）、ダリル・ストロベリー（麻薬使用が発覚し、MLBより出場停止処分を受けた際）、 ケビン・ミラー（MLBドラフト指名される前に在籍）といったスター選手もかつて在籍していた。
2007年に福岡ソフトバンクホークスに所属したブライアン・ブキャナンもこの球団の出身であり、上記の日米交流戦にも「4番・一塁」で先発出場した。

## 選手名鑑

### 現役選手
| 投手 - -- トレント・ベイカー (Trent Baker) - 47 カイル・ビショフ (Kyle bischoff) - -- スコット・ブルウェット (Scott Blewett) - 68 ランディ・ドブナック (Randy Dobnak) - -- ダニエル・ドゥアルテ (Daniel Duarte) - 26 ライアン・ジェンセン (Ryan Jensen) - 31 コーリー・ルイス (Cory Lewis) - -- ラファエル・マルカーノ (Rafael Marcano) - -- マイケル・マルティネス (Michael Martinez) - -- ダレン・マコーン (Darren McCaughan) - 37 アンドリュー・モリス(Andrew Morris) - 44 ジェイレン・ナウリン(Jaylen Nowlin) - 13 アーロン・ロゼク(Aaron Rozek) - -- アレックス・スピアス(Alex speas) - -- ワスカル・イノア(Huascar Ynoa) | 投手 - -- トレント・ベイカー (Trent Baker) - 47 カイル・ビショフ (Kyle bischoff) - -- スコット・ブルウェット (Scott Blewett) - 68 ランディ・ドブナック (Randy Dobnak) - -- ダニエル・ドゥアルテ (Daniel Duarte) - 26 ライアン・ジェンセン (Ryan Jensen) - 31 コーリー・ルイス (Cory Lewis) - -- ラファエル・マルカーノ (Rafael Marcano) - -- マイケル・マルティネス (Michael Martinez) - -- ダレン・マコーン (Darren McCaughan) - 37 アンドリュー・モリス(Andrew Morris) - 44 ジェイレン・ナウリン(Jaylen Nowlin) - 13 アーロン・ロゼク(Aaron Rozek) - -- アレックス・スピアス(Alex speas) - -- ワスカル・イノア(Huascar Ynoa) | 捕手 - 62 ジェファーソン・モラレス (Jeferson Morales) - -- ジェフェルソン・バジャダレス (Jefferson Valladares) - 43 パトリック・ウィンケル (Patrick Winkel) 内野手 - -- アルマンド・アルバレス (en:Armando Alvarez) - -- ミゲル・ブリセーノ (Miguel Briceno) - 11 ペイトン・イールズ (Payton Eeles) - 36 マイク・フォード (Mike Ford) - -- ウィル・ホランド (Will Holland) - 49 アンソニー・プラート (Anthony Prato) - -- ジュニオール・セベリーノ (Yunior Severino) 外野手 - -- アラン・セルダ (Allan Cerda) - 9 カーソン・マカスカー (Carson McCusker) | 捕手 - 62 ジェファーソン・モラレス (Jeferson Morales) - -- ジェフェルソン・バジャダレス (Jefferson Valladares) - 43 パトリック・ウィンケル (Patrick Winkel) 内野手 - -- アルマンド・アルバレス (en:Armando Alvarez) - -- ミゲル・ブリセーノ (Miguel Briceno) - 11 ペイトン・イールズ (Payton Eeles) - 36 マイク・フォード (Mike Ford) - -- ウィル・ホランド (Will Holland) - 49 アンソニー・プラート (Anthony Prato) - -- ジュニオール・セベリーノ (Yunior Severino) 外野手 - -- アラン・セルダ (Allan Cerda) - 9 カーソン・マカスカー (Carson McCusker) |
| * 40人ロースター ** DL入り 2025年1月15日更新 [公式サイト(英語)より：ロースター 選手の移籍・故障情報] | | | |

## 過去の所属選手
独立リーグ時代
- レイ・オルドニェス（1993年）
- ミニー・ミノーソ（1993、2003年）
- ケビン・ミラー（1993、2010年）
- ダリル・モトリー（1995年）
- ルイス・ロペス（1995年）
- ジャック・モリス（1996年）
- ダリル・ストロベリー（1996年）
- グレン・デービス（1996年）
- アイラ・ボーダーズ（1997年）※女性選手
- J・D・ドリュー（1997年、1998年）
- リンゼイ・グーリン（1999年）
- ボブ・ミラッキ（2000年）
- ギャビン・フィングルソン（2001年）
- 根鈴雄次（2001年）
- 竹岡和宏（2003年）
- クリス・ベッグ（2003年）
- ホセ・マラベ (2003年)
- トム・ブライス（2006年）
- ブライアン・ブキャナン（2006年）
- タナー・シェパーズ（2009年）
- ジム・ブラウワー（2009年）
- ロブ・マコーヴィアク（2009年）
- ブランドン・キンツラー (2009年)
- クレイグ・ブラゼル（2009、2013年）
- シェーン・コスタ（2011、2012年）
- ケイレブ・シールバー（2011、2016 - 2017年）